# イングランド貴族
イングランド貴族 （英語: Peerage of England）は、1707年合同法以前にイングランド王国で創設された全ての貴族で構成される。1707年に創設された貴族は、イングランドの貴族もスコットランドの貴族もグレートブリテン貴族となった。
イングランド貴族は同じ爵位の場合、他の貴族（スコットランド貴族、グレートブリテン貴族、アイルランド貴族、連合王国貴族）よりも上位である。
世襲貴族の議席を92議席に限定した1999年の貴族院法の可決まで全てのイングランド貴族は貴族院に議席を持っていた（しかし、自身の権利として爵位を持つ女性イングランド貴族が議席を与えられたのは1963年である）。
イングランド貴族の階級は、公爵 (Duke)、侯爵 (Marquess)、伯爵 (Earl)、子爵 (Viscount)そして男爵 (Baron)である。勅許状（Letters patent）によるイングランド貴族爵位は男系男子しか継承できないが、古い頃に議会招集令状で授けられたイングランド貴族爵位（特に男爵）は女系子孫も継承できる。ただしイングランド相続法のもとでは、貴族女性は全て共同相続人であるため複数の共同相続人が存在して優劣を決められず、停止状態(abeyance)になっているものが多い。

## 現存するイングランド貴族一覧

### 公爵家
- ノーフォーク公爵（1483年）ハワード家
- サマセット公爵 （1547年）シーモア家
- リッチモンド公爵（1675年）ゴードン＝レノックス家
- グラフトン公爵（1675年）フィッツロイ家
- ボーフォート公爵（1682年）サマセット家
- セント・オールバンズ公爵（1684年）ボークラーク家
- ベッドフォード公爵 （1694年）ラッセル家
- デヴォンシャー公爵（1694年）キャヴェンディッシュ家
- マールバラ公爵（1702年）スペンサー＝チャーチル家
- ラトランド公爵（1703年）マナーズ家

### 侯爵家
- ウィンチェスター侯爵（1551年）ポーレット家

### 伯爵家
- シュルーズベリー伯爵（1442年）チェットウィンド＝タルボット家
- ダービー伯爵（1485年）スタンリー家（英語版）
- ハンティンドン伯爵（英語版）（1529年）ヘイスティング＝バス家
- ペンブルック伯爵（1551年）/  モントゴメリー伯爵（英語版）（1605年）ハーバート家（英語版）
- デヴォン伯爵（英語版）（1553年）コートネイ家（英語版）
- リンカン伯爵（1572年）ファインズ＝クリントン家
- サフォーク伯爵（1603年）/  バークシャー伯爵（1626年）ハワード家
- デンビー伯爵（英語版）（1622年）フィールディング家
- ウェストモーランド伯爵（1624年）フェイン家（英語版）
- リンジー伯爵（1626年）/  アビンドン伯爵（1682年）バーティ家
- ウィンチルシー伯爵（1628年）/  ノッティンガム伯爵（1681年） ： フィンチ＝ハットン家
- サンドウィッチ伯爵（1660年）モンタギュー家
- エセックス伯爵（1661年）カペル家
- カーライル伯爵（1661年）ハワード家
- シャフツベリ伯爵（1672年）アシュリー＝クーパー家
- ポートランド伯爵（1689年）ベンティンク家（英語版）
- スカーバラ伯爵（1690年）ラムリー家
- アルベマール伯爵（1697年）ケッペル家
- コヴェントリー伯爵（英語版）（1697年）コヴェントリー家
- ジャージー伯爵（1697年）ヴィリアーズ家

### 子爵家
- ヘレフォード子爵 (1550年) デヴァルー家

### 男爵家
- ド・ルース男爵 (1264年) マクスウェル家
- モウブレー男爵 (1283年),  セグレイブ男爵 (1295年),  ストートン男爵 (1448年) ストートン家
- ヘイスティングズ男爵（英語版） (1295年) アストレイ家
- フィッツウォルター男爵（英語版） (1295年) プランプター家
- クリントン男爵 (1299年) フェイン＝トレフューシス家
- ド・クリフォード男爵（英語版） (1299年) ラッセル家
- ズーシュ男爵（英語版） (1308年) フランクランド家
- ウィロビー・ド・アーズビー男爵 (1313年) ヒースコート＝ドラモンド＝ウィロウビー家
- ストラボギー男爵（英語版） (1318年) ケンワージー家
- デイカー男爵（英語版） (1321年) ダグラス＝ヒューム家
- ネイスのダーシー男爵 (1332年) イングラムズ家
- クロムウェル男爵 (1375年) ベウィッケ＝コプリー家
- カモイズ男爵（英語版） (1383年) ストーナー家
- コッドナーのグレイ男爵（英語版） (1397年) コーンウォール＝リー家
- バークリー男爵（英語版） (1421年) ギーターボック家
- ラティマー男爵（英語版） (1432年) マネー＝クーツ家
- ダドリー男爵 (1440年) ウォレス家
- セイ＝シール男爵（英語版） (1447年) ファインズ家
- バーナーズ男爵 (1455年) カーカム家
- ハーバート男爵 (1461年) サイフリッド＝ハーバート家
- ウィロビー・ド・ブルック男爵（英語版） (1491年) ヴァーニー家（英語版）
- ハロウデンのヴォークス男爵（英語版） (1523年) ギルビー家
- ブレイ男爵（英語版） (1529年) オーブリー＝フレッチャー
- バラ男爵（英語版） (1529年) バラ家
- ウォートン男爵 (1544年) ロバートソン家
- ブレッツォのシンジョン男爵（英語版） (1559年) シンジョン家
- ハワード・ド・ウォルデン男爵 (1597年) チェルニン家
- ピーター男爵 (1603年) ピーター家
- ドーマー男爵（英語版） (1615年) ドーマー家
- テナム男爵（英語版） (1616年) ローパー＝カーゾン家
- ストレンジ男爵 (1628年) ドラモンド・オブ・メギンチ家
- スタッフォード男爵（英語版） (1640年) フィッツハーバート家
- バイロン男爵 (1643年) バイロン家
- ルーカス男爵 (1663年) パーマー家
- アーリントン男爵 (1664年) フォーウッド家
- チャッドリーのクリフォード男爵（英語版） (1672年) クリフォード家
- バーナード男爵（英語版） (1698年) ヴェイン家